# Culture d'El Argar
Subdivisions
Deux phases

La culture d'El Argar est une culture archéologique de l'Âge du bronze, qui s'est développée au sud-est de la péninsule Ibérique de la fin du IIIe au IIe millénaire av. J.-C. Le site d'El Argar, à Antas, en est le site type. 
La culture d'El Argar est l'un des exemples les plus remarquables d'une société complexe précoce de la préhistoire européenne avec des preuves de stratification sociale et de société hiérarchisée. Les vestiges archéologiques comprennent des établissements perchés permanents et densément peuplés d'une superficie pouvant atteindre 5 hectares. Ces colonies étaient organisées et gérées de manière hiérarchique, avec des preuves de bâtiments publics pour la prise de décision politique et de structures pour l'approvisionnement en eau. Les sites de la culture d'El Argar intègrent également le stockage et la transformation à grande échelle des cultures céréalières, une production spécialisée de poterie et de métallurgie, et des systèmes de subsistance intensifs combinant agriculture pluviale, fumure et irrigation à petite échelle.
Elle disparaît vers 1 550 av. J.-C., peut-être victime d'une révolte interne.

## Historique
Les premières recherches sur cette culture ont été menées  dans les dernières décennies du XIXe siècle par les frères belges Louis et Henri Siret, présents en Andalousie dans le cadre de leur travail d'ingénieurs dans les mines de la Sierra Almagrera (es).
Ils ont fouillé et étudié plus d'un millier de sépultures dans le site d'El Argar,.
Ils ont également découvert et étudié d'autres sites entre Almería et Murcie, comme El Oficio, Fuente-Álamo, Gatas ou Ifre.

Carte de la péninsule ibérique pendant l'âge du bronze. Principales mines d'étain et groupes culturels vers 1500 av. J.-C.

## Extension géographique
La culture argarique, très uniforme, se développe d'abord sur le territoire des actuelles provinces d'Almería et de Murcie, pour s'étendre progressivement jusqu'à la partie centrale et orientale de la province de Grenade, ainsi qu'à quelques zones des provinces de Jaén, d'Alicante et de Ciudad Real.

## Chronologie
Les datations radiocarbones permettent d'établir que cette culture s'est épanouie durant environ 800 ou 900 ans, à partir de 2 300 / 2 250 av. J.-C. et qu'elle s'effondre brutalement vers 1 600 / 1 500 av. J.-C.
Selon d'autres chercheurs, elle serait plus tardive. Elle commencerait vers 2 000 av. J.-C. pour s'achever vers 1 100 av. J.-C..
Elle se scinde en deux phases.

## Origine et développement
On a longtemps pensé que son développement était lié à l'arrivée de populations égéennes. Désormais, l'hypothèse d'une évolution locale à partir de la culture campaniforme est privilégiée[réf. nécessaire]. 
Néanmoins, bien que les premiers enregistrements matériels d'El Argar partagent certains traits avec le complexe campaniforme, tels que des boutons perforés en V, des pointes de type Palmela ou des plaques de pierre perforées appelées « garde-poignets d'archers », la poterie caractéristique de la culture campaniforme est absente. 
La généalogie des différents traits matériels caractéristiques du début d'El Argar, tels que les bâtiments absidaux, les sépultures intra-muros, la technologie de moulage des métaux et les hallebardes en tant qu'armes distinguées, rappelle plusieurs développements sociaux dans le sud-est, le centre et l'ouest de l'Europe, avec des liens possibles d'origine encore incertaine.
Les partisans de la chronologie ancienne soulignent la contemporanéité du développement de cette culture avec les derniers groupes chalcolithiques, jusqu'à ce que leur population décline, que certains sites soient détruits et que leurs productions artisanales périclitent,. Par exemple la culture de Los Millares (es) (site de los Millares, province d'Almeria).
Entre 2000 et 1800/1750 avant notre ère, El Argar s'étend à une région plus large du sud-est de la péninsule Ibérique et entre dans la Meseta centrale espagnole. Des objets caractéristiques d'El Argar, comme les hallebardes, sont également présents au-delà de ce territoire. Les figures de proue de la société d'El Argar semblent avoir été une classe de guerriers armés de hallebardes et de poignards. Ces armes, parfois associées à des anneaux de bras en or, sont également devenues l'insigne de la domination politique dans les sépultures de l'élite masculine d'Europe centrale vers 2000 à 1800 avant notre ère, une époque où cette arme spécialisée était déjà hors d'usage dans le reste de l'Europe. Dans le même temps, une partie croissante de la population, en particulier des enfants, est enterrée dans des cistes, des grottes artificielles, des poteries ou des fosses à l'intérieur des villages distinctifs d'El Argar.
Au cours de sa phase finale (1800/1750 à 1550 avant notre ère), El Argar atteint un niveau exceptionnel de développement économique et social. Une grande quantité d'outils de broyage, de grands ateliers et des emplacements de stockage trouvés dans les plus grandes colonies au sommet des collines (1 à 6 ha) impliquent que certains groupes ont réussi à contrôler le flux de ressources et la main-d'œuvre de régions plus larges. L'établissement d'une classe dominante et héréditaire, ainsi que l'augmentation des asymétries sociales, deviennent reconnaissables dans les sépultures intra-muros, l'architecture monumentale et la relation spatiale entre les deux.

## Occupation du territoire et habitat

### Localisation des sites

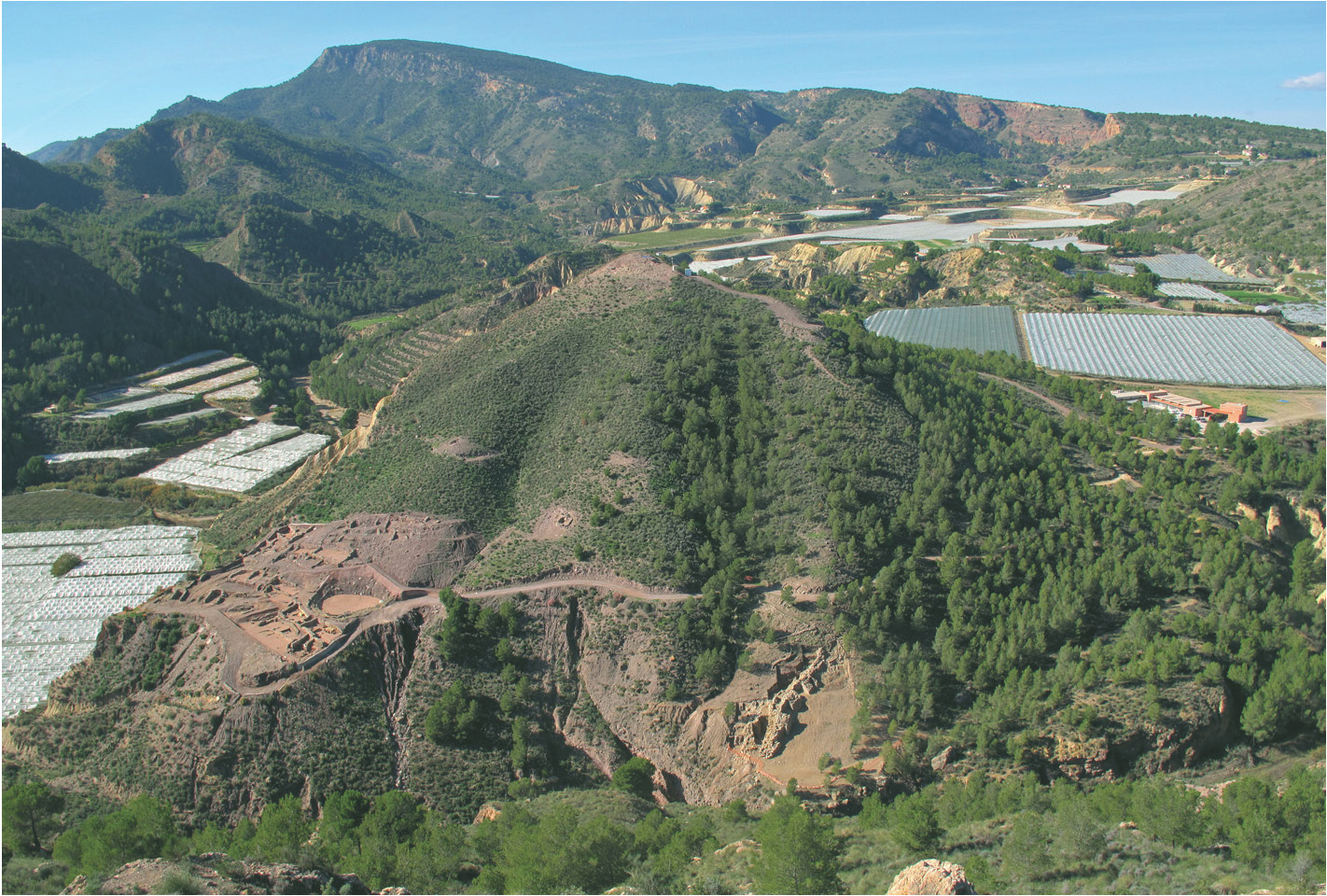
Site de la Bastida de Totana, établissement fortifié.

Les sites sont généralement à proximité des sources d'eau potable, dans des zones favorables à l'agriculture et à l'élevage (des plaines notamment) et dans le même temps facile à défendre en cas de conflit. Certains sont clairement liés à des gisements de cuivre et d'argent. D'autres sont sur les voies naturelles de communication. Ainsi, les plus grands sont situés à l'embouchure de vallées, sur des plateaux ou sur des pentes bien abritées. Les sites de dimensions moindres se retrouvent isolés au sommet de collines appelées localement cabezos (es). Le site de La Almoloya se trouve, ainsi, au sommet d'une colline rocheuse surplombant les plaines environnantes.
Généralement, les sites les plus importants sont liés directement à des sites secondaires qui constituaient des postes avancés situés dans des zones avec une bonne visibilité sur le territoire.

### Structure et organisation

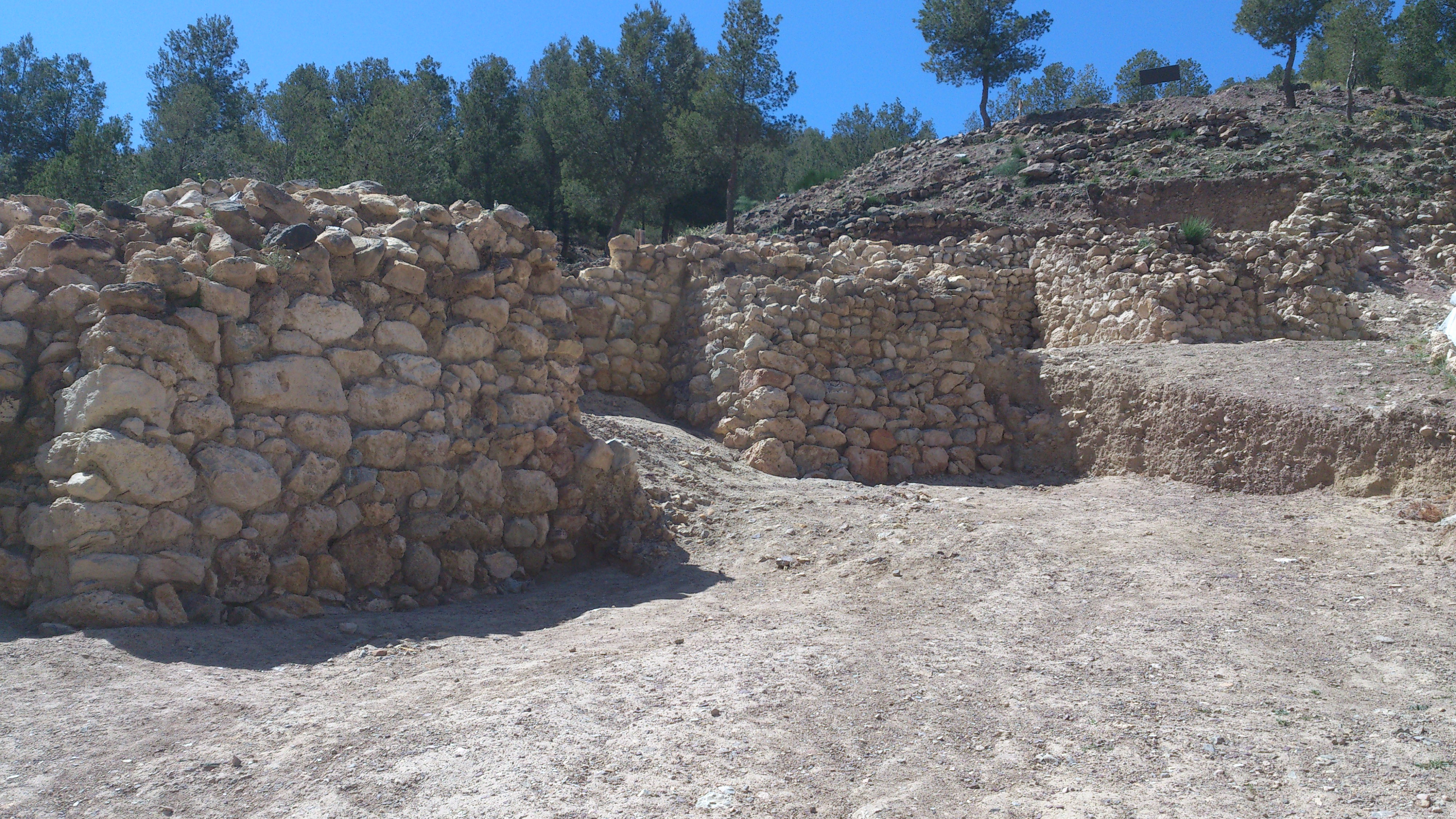
Muraille de La Bastida de Totana.

De rares sites occupés durant le Chalcolithique, comme  Gatas ou Fuente Álamo, sont encore fréquentés. Cependant leur plan et l'organisation des structures sont totalement différents entre les deux périodes. On passe notamment de structures circulaires à des structures quadrangulaires. La plupart des sites argariques sont des fondations ex nihilo dont le plan se distingue clairement de celui des sites précédents. Cette observation a été interprétée comme le signe de mutations sociales observées non seulement dans cette partie de l'Espagne mais également au même moment dans d'autres régions d'Europe et en Méditerranée orientale.
Les sites fortifiés de hauteur, constitués de terrasses aménagées à flanc de colline, étaient composés de bâtiments rectangulaires ou trapézoïdaux en pierre, en torchis ou en pisé.
Certaines structures, constituées de plusieurs pièces, sont probablement domestiques. On y a découvert des foyers, des outils, des récipients de stockage.
Elles sont regroupées dans des enceintes délimitées par des murs rectilignes ou irréguliers. Ces enceintes sont séparées par des espaces vides et irréguliers correspondant sans doute à des rues qui s'adaptent à la configuration du terrain grâce à des systèmes de terrasses étagées.
Il existe également des structures communautaires, par exemple des ateliers destinés aux productions artisanales (avec des fours pour la poterie et la métallurgie) et des structures de stockage pour les céréales, des citernes reliées à des systèmes de canalisation pour l'approvisionnement en eau, des corrals pour le bétail.
Certains sites présentent des murailles et des tours, d'autres, naturellement en position défensive, en étaient dépourvus.
Les dimensions de ces sites sont généralement assez modestes. On estime ainsi que des sites comme Gatas IV et Fuente Álamo III-IV étaient peuplés par 300 à 500 personnes, El Argar par environ 500 personnes et La Bastida de Totana par environ 600 personnes,.

## Productions matérielles

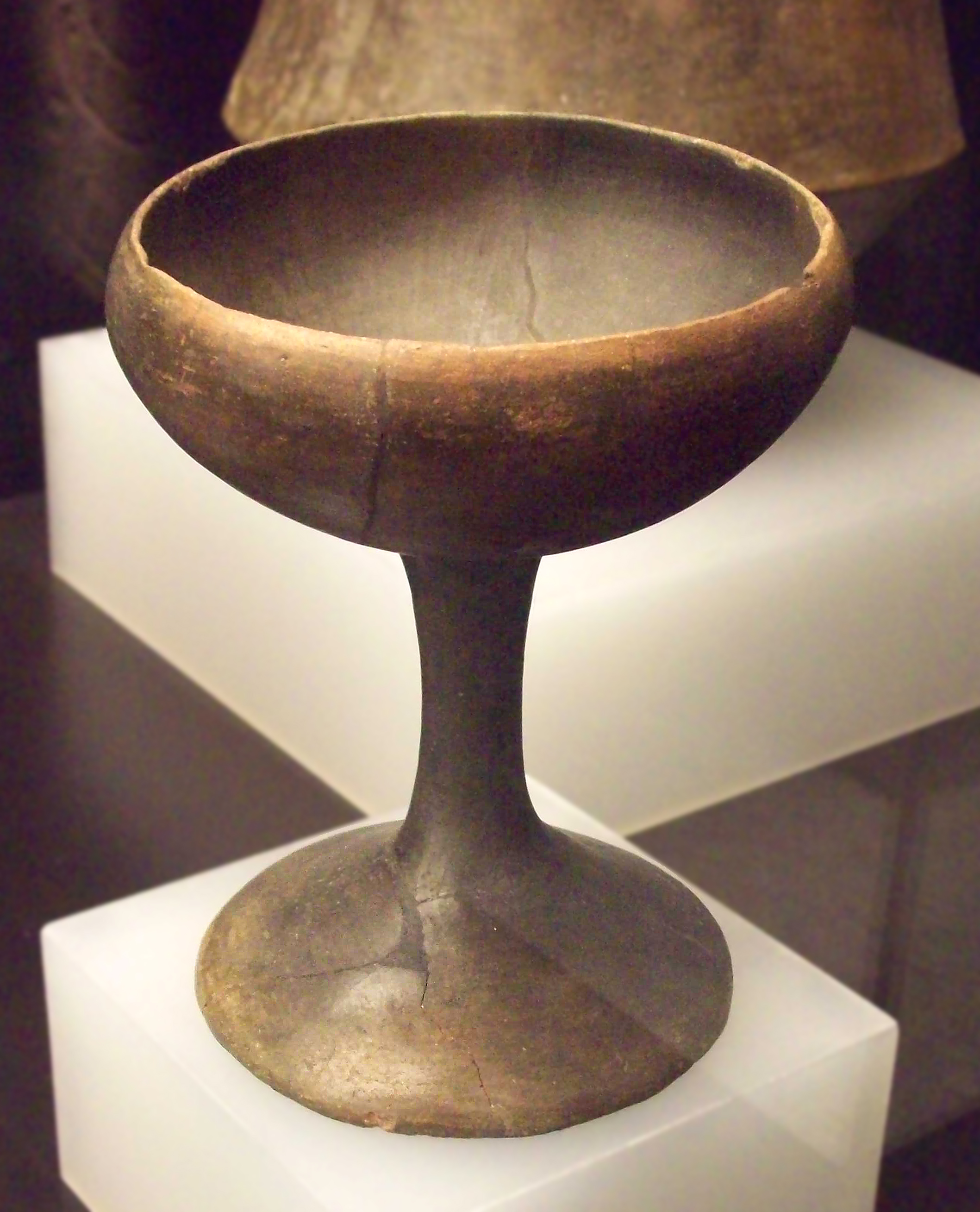
Coupe en terre cuite (Musée archéologique national de Madrid)

La céramique, réalisée sans l'emploi du tour, est de bonne qualité. On retrouve plusieurs types standardisés, notamment des coupes, des verres, des bols et des marmites. Cependant, ces céramiques ne portaient aucune expression artistique, ce qui est inhabituel pour cette époque-là. Cette absence d'expression artistique conduit à penser que la production de ces céramiques était réalisée sous la contrainte. D'après Carlos Velasco, « il faut bien comprendre qu’on a affaire à un État totalitaire on parle de 500 ans de négation totale de tous types d’expressions, ça correspond à un État qui exerce un contrôle très fort sur les esprits, un État totalitaire »
Il existait encore des outils en roche taillée et polie ainsi que des outils en os.
La population de l'époque maîtrisait la métallurgie du cuivre et du bronze. Ces métaux étaient employés pour la réalisation de différents types d'objets. Les armes étaient particulièrement abondantes. Elles étaient à la fois employées comme des objets symboles de pouvoir dans les mains de quelques individus, mais il est certain qu'une partie au moins a été utilisée lors de combats.

## Économie
L'agriculture et l'élevage étaient les principales activités pratiquées, la chasse, la cueillette de plantes sauvages ou le ramassage de coquillages dans les zones côtières étant des pratiques marginales.
Parmi les espèces cultivées dans les régions les plus fertiles, l'orge était nettement plus fréquente que le blé, les légumineuses ou le lin. Des jachères régulières étaient pratiquées.
Dans les régions littorales, les agriculteurs alternaient les céréales et les légumineuses et ces cultures étaient adaptées à un environnement particulièrement aride (aridoculture). En outre, elles étaient secondaires en importance par rapport à l'élevage de différentes espèces (moutons, chèvres, porcs, bovins, chevaux).
Les céréales étaient stockées dans les plus grands sites et étaient transformées sur place, comme en témoignent la présence de meules en pierre particulièrement nombreuses dans quelques sites. On a ainsi découvert 22 meules dans un même secteur à Fuente Álamo et 10 dans le site d'Ifre. Ces structures de stockage et le fait que 50 % des meules soient concentrées dans quelques sites montrent la concentration de productions agricoles bien au-delà des besoins des sites en question. Il s'agissait donc d'une agriculture de surplus dont les produits étaient destinés à être échangés.
Outre l'agriculture, plusieurs activités artisanales assez intensives se sont développées. Ainsi, les preuves d'extraction des minerais métalliques, abondants dans la région, de fonte et de travail du métal sont documentées dans de nombreux sites.
La production de textiles (au moins en partie à base de lin) était également très développée.
Ces productions artisanales, très normalisées, étaient réparties de manière irrégulière sur le territoire. Certains sites étaient par exemple spécialisés dans la métallurgie, d'autres dans les produits agricoles. Il y avait donc des échanges importants de ces différents biens entre les sites, ces échanges étant probablement contrôlés par l'élite de la société.
Au cours du développement de la culture argarique, ces productions sont de plus en plus abondantes et se concentrent dans quelques sites à fonctions multiples (productions métallurgiques, de textiles, productions agricoles).

## Pratiques funéraires et rituelles

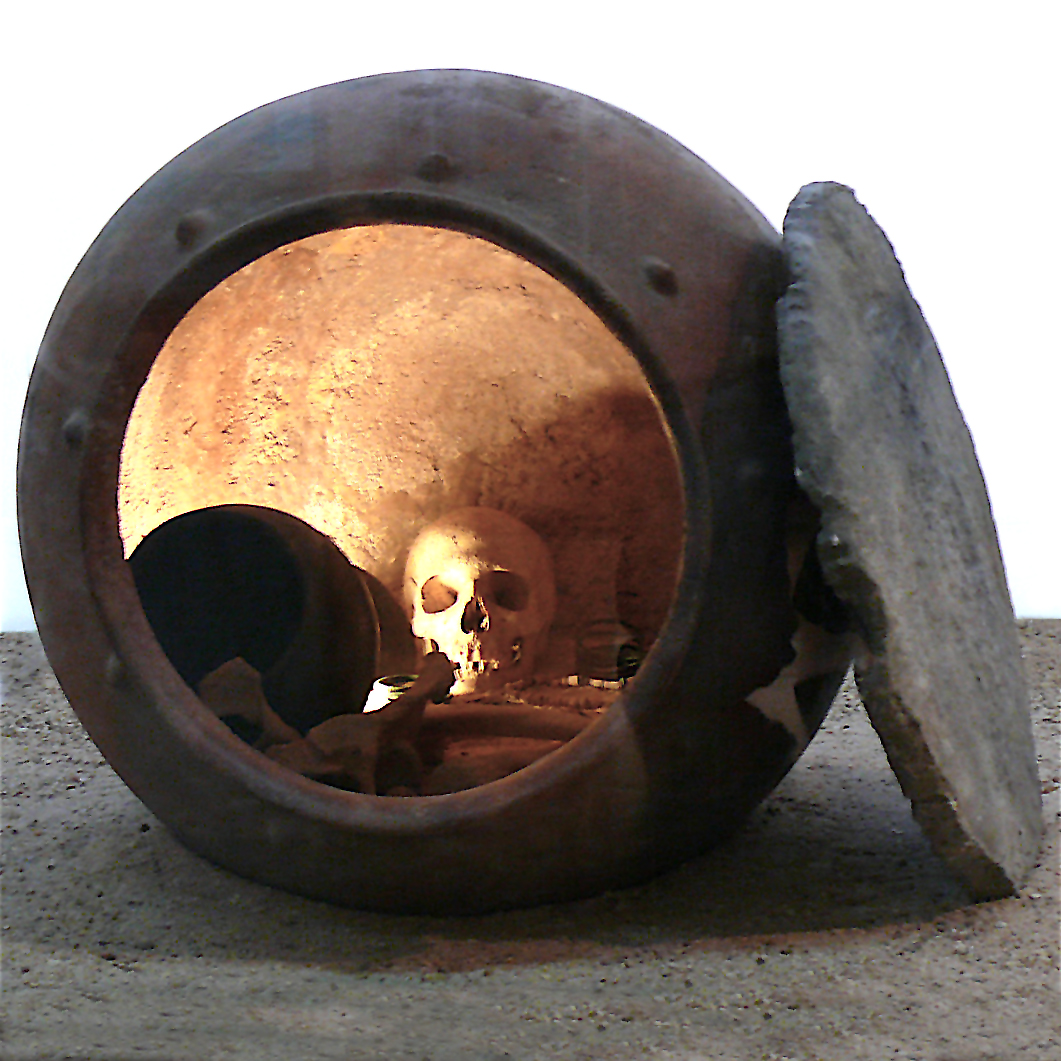
Enfouissement en jarre ou pithos typique de la deuxième phase de la culture argarique.

Les défunts étaient le plus souvent enterrés sous le sol des habitations (les sépultures étant parfois recouvertes de dalles de pierre), mais aussi dans les régions côtières inhumés dans des cistes ou des jarres (enchytrismòs (it)).
La plupart des sépultures étaient individuelles mais on trouve parfois des tombes contenant jusqu'à trois personnes, probablement de la même famille. Quelques cénotaphes sont également connus.
Les tombes contenaient des épées, des hallebardes, des poignards, des éléments de parure, des outils en pierre polie, des vases en terre cuite, des tissus et les restes de plantes domestiques.
Les archéologues n’ayant trouvé aucun objet religieux pensent qu’El Argar n’avait pas de religion.

## Organisation sociale

### Les preuves d'une hiérarchisation sociale
La société argarique était structurée en unités domestiques de petite taille.
Selon la plupart des chercheurs, elle était cependant très hiérarchisée comme en témoignent les différences très importantes dans la richesse des tombes.

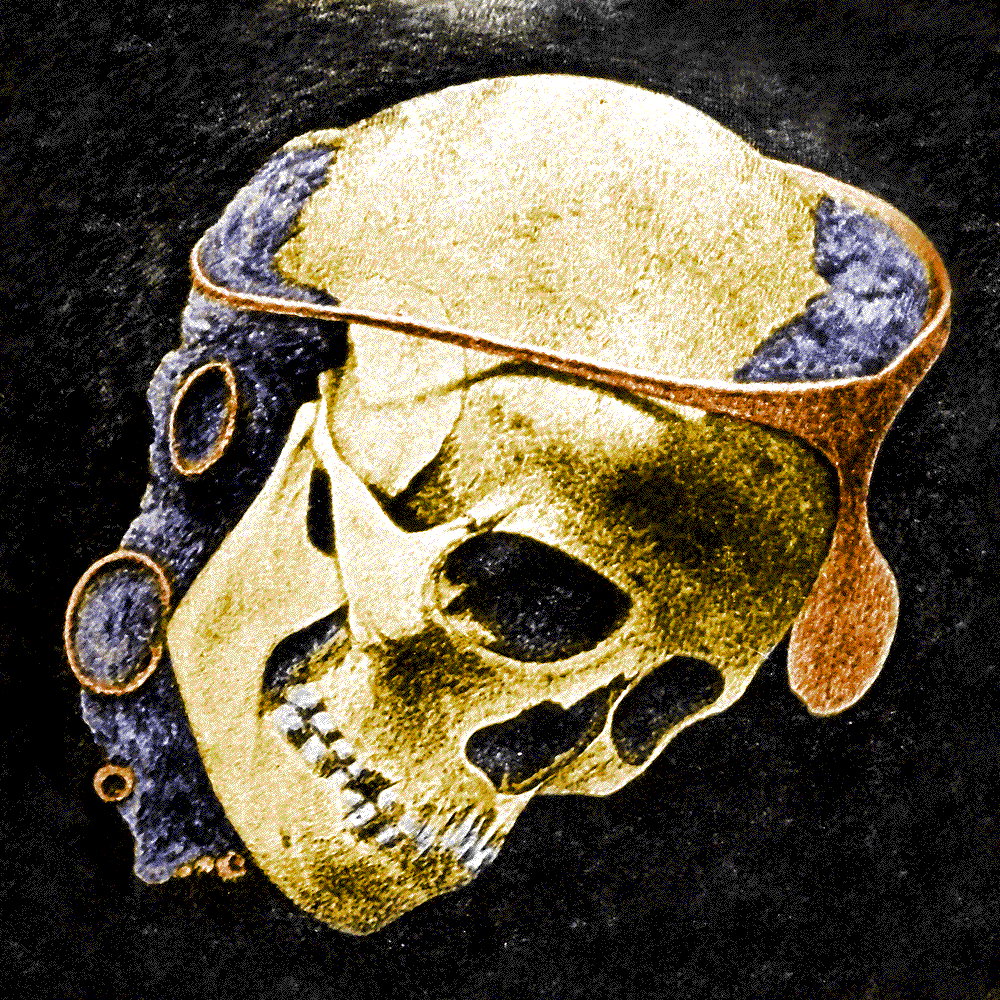
Crâne de la sépulture 62 de la culture de l'El Argar, à Bronce Pleno, avec diadème d'argent, pendants d'oreille de cuivre et d'argent et collier en os et serpentinite.

En se basant sur les objets déposés dans ces dernières, on distingue deux périodes :
- entre 2300 et 1800 av. J.-C. environ, la société aurait été dominée par une élite masculine dont les défunts étaient inhumés dans des tombes à ciste avec des hallebardes et des poignards, et étaient accompagnées de femmes déposées avec des poignards et des poinçons.
- Entre 1800 et 1500 av. J.-C. environ, dans les tombes des membres dominants de l'élite apparaissent de longues épées pour les hommes et des diadèmes pour les femmes. Dans les tombes des autres membres de l'élite, on retrouve l'association hache/poignard pour les hommes et l'association poignard/poinçon pour les femmes. Durant cette phase, même les tombes des jeunes enfants se caractérisent par un mobilier significatif[3].

Malgré l'existence de ces deux phases, la hiérarchisation sociale est un phénomène progressif tout au long de cette culture.
L'étude des variations dans la richesse des tombes a permis de définir jusqu'à cinq strates sociales hiérarchisées et de caractère héréditaire :
- les dirigeants masculins avec des hallebardes, des épées, des éléments de parure en or et en argent, des vases en terre-cuite.
- Les femmes et les enfants appartenant à l'élite.
- Les hommes et les femmes possédant des droits équivalents à ceux de l'élite, inhumés avec des haches, poignards et poinçons. Parmi ce groupe, se trouveraient les guerriers soutenant l'élite de la société.
- Les individus de rang inférieur. Leur sépulture se caractérise par la présence d'objets assez simples, c'est-à-dire quelques objets en métal et quelques poteries. Il s'agirait d'individus libres qui se consacraient aux travaux productifs comme l'artisanat ou l'agriculture.
- Les personnes dont les tombes sont dépourvues du moindre objet. Il pourrait s'agir de serfs ou d'esclaves[5],[2].

Une tombe située sur le site de La Almoloya a également suscité l'attention des archéologues. Enterrée sous le sol se trouvait une jarre de terre contenant les squelettes d'un homme et d'une femme. La datation au radiocarbone place leur mort vers 1650 avant notre ère. L'homme avait environ 35 à 40 ans lorsqu'il est mort, la femme environ 25 à 30 ans. Les archéologues ont trouvé le pot funéraire du couple débordant de trésors. L'homme portait un bracelet en cuivre et avait des bouchons d'oreille dorés, mais la femme était considérablement dotée. Elle arborait plusieurs bracelets et bagues en argent, un collier de perles et un spectaculaire diadème en argent ornant son crâne. Cet objet en forme de couronne est presque identique à quatre autres trouvés sur des femmes enterrées sur un autre site d'El Argar à environ 90 km. Les objets funéraires précieux du couple indiquent clairement qu'ils faisaient partie de l'élite de La Almoloya. Et les ornements de la femme suggèrent qu’elle était la plus puissante du duo, peut-être une dirigeante régionale de la société El Argar. Cette découverte inviterait, selon les archéologues, à reconsidérer l’importance et le pouvoir de certaines femmes dans la culture d'El Argar,.

### Hypothèses sur l'organisation de la société

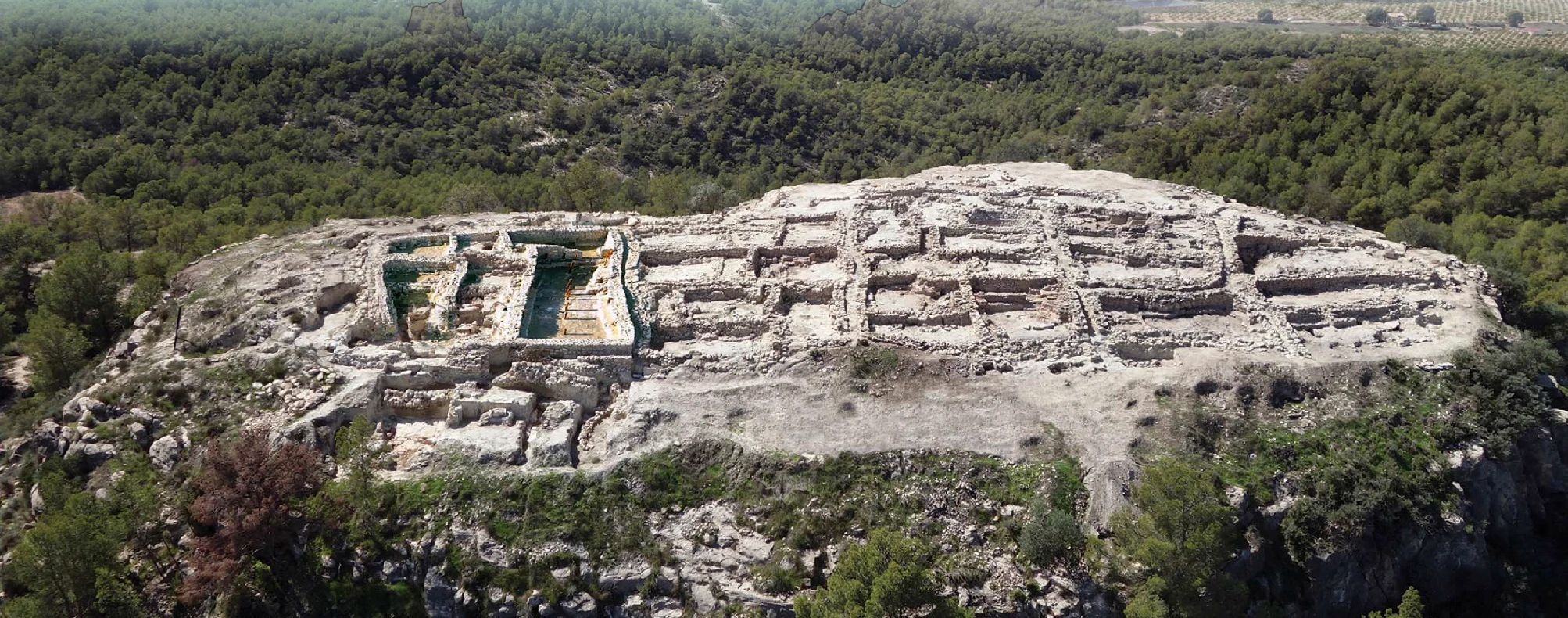
La Almoloya,,.

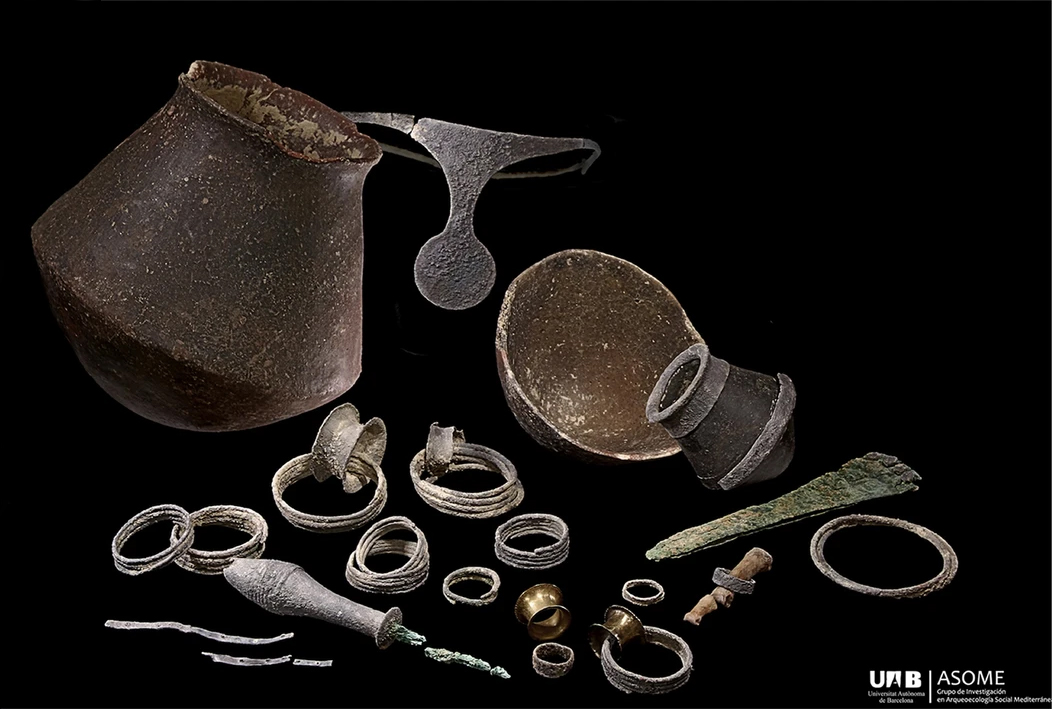
Objets funéraires de la sépulture de La Almoloya AY38, comprenant un diadème en argent et des bracelets en or.

Certains chercheurs qualifient la société argarique de chefferie ou de principauté alors que d'autres y voient déjà un État ou au moins un proto-État.
Tous s'accordent pour dire que les dirigeants auraient bénéficié des fruits du travail intensif du reste de la société, y compris du travail des classes intermédiaires.
L'élite masculine, très restreinte, aurait possédé le monopole de l'armement offensif. Elle aurait joui d'un accès préférentiel à quelques produits de consommation et aurait eu une espérance de vie supérieure à la moyenne.
La situation des femmes dans la société est controversée. Quelques tombes féminines se caractérisent par la présence d'objets d'une valeur très importante, par exemple des diadèmes en or, mais il n'y a jamais d'armes (hallebardes ou épées). Les poignards et les poinçons sont en effet très probablement des outils employés dans les tâches quotidiennes. L'absence des armes serait le signe du caractère inférieur du statut des femmes, plus valorisées dans la société pour leur capacité de travail que pour leur capacité à enfanter et donc à reproduire l'élite.
Pour González Marcén, Lull et Risch la société argarique était étatique. Selon eux, le système social était basé sur le contrôle des champs de céréales, dont la production pouvait être centralisée dans quelques sites et contrôlée par l'élite locale.
Grâce au monopole sur les armes, cette dernière restreignait par la force l'accès du reste de la population aux produits de consommation de base.
La centralisation dans quelques sites des productions métallurgiques et céramiques aurait permis aux dirigeants de standardiser les caractéristiques de ces dernières. Par conséquent, pendant la période d’El Argar, toute expression artistique est supprimée. C’est le résultat de l’oppression de l’État sur le peuple. « On est passé d’une société collective à une société dominée par une poignée d’individus. », affirme Carlos Velasco. Ce céramologue étudie les céramiques trouvées dans El Argar, et défend l’idée qu’El Argar était soumis à un État totalitaire.
Ces productions semblent avoir été échangées uniquement entre les membres de l'élite et uniquement au sein des sites en question. Il n'y a en effet aucun objet ou élément d'origine étrangère pouvant suggérer des contacts et des échanges avec d'autres régions. Ainsi, les auteurs considèrent que l'institutionnalisation de l'exploitation économique de la population par la force, les limites territoriales très bien définies puis l'expansion de ce territoire au cours du temps et enfin l'uniformité des productions permettent de définir la société argarique comme étatique.
L'hypothèse du caractère étatique de la société argarique est également défendue par O. Arteaga, F. Nocete et F. Contreras., alors qu'elle est rejetée par À. Gilman, R. Chapman y Ramos qui estiment que cette société, très basique, était trop rurale et manquait de cohérence.
Jorge J. Eiroa estime quant à lui que l'interdépendance supposée des différents sites sur tout le territoire est le résultat d'une organisation politique de caractère complexe dont l'évolution aurait pu déboucher sur le développement d'un État. Selon lui, deux des trois prémisses pour la définition d'un État seraient attestées (un territoire et un peuple), mais la troisième (un gouvernement) serait absente. Ainsi, il qualifie la société argarique de chefferie hautement stratifiée, comparable en cela à de nombreuses sociétés de l'âge du bronze.

### Pratiques matrimoniales
La société de la culture d'El Argar était organisée de manière virilocale et patrilinéaire et pratiquait l'exogamie féminine réciproque.

## Génétique et populations
Le complexe d'El Argar marque le renouvellement génétique dans le sud-ouest de l'Europe vers 2200 avant notre ère qui accompagne de profonds changements dans la structure socio-économique de la région. Il constitue l'une des entités archéologiques dans lesquelles une fracture socio-économique et un changement génétique sont clairement documentés.
El Argar s'est probablement formé à partir d'un mélange de nouveaux groupes arrivant du centre-nord de la péninsule Ibérique, qui portaient déjà une ascendance liée à la steppe d'Europe centrale (et sa lignée prédominante du chromosome Y) et des groupes locaux de l'Âge du cuivre ibérique du sud-est qui différaient de ceux d'autres régions ibériques en ce qu'ils portaient une ascendance similaire aux groupes méditerranéens de l'est et/ou du centre. Cette dernière ascendance plaide en faveur d'un lien génétique continu de l'Âge du bronze méditerranéen au moins jusqu'à la fin de la période El Argar.
La découverte d'une seule lignée du chromosome Y sur le site de La Almoloya (R1b-P312 > Z195), qui est également la lignée prédominante à travers la péninsule Ibérique, est remarquable. La diversité de l'ADNmt est similaire à la diversité observée en Ibérie dans les périodes précédentes.

## Disparition
Pendant plus d'un siècle, on a supposé que cette culture s'était développée d'abord dans le territoire d'Almería, mais certains chercheurs supposent que les plus anciens sites se trouvent en fait dans la zone située entre les rivières Vera (province d'Almería) et Guadalentín (province de Murcie) ou entre les bassins de l'Almanzora (province d'Almería) et de la Segura (province de Murcie).
Selon les chercheurs Salvador Fontenla, Juan Antonio Gómez et Miguel Miras, cette culture trouverait son origine dans le territoire de la ville actuelle de Lorca (province de Murcie).
Une des hypothèses pour expliquer son déclin puis sa disparition est la dégradation importante de l'environnement. L'intensification de l'agriculture et de l'élevage, ainsi que des productions artisanales auraient provoqué une déforestation à grande échelle du Sud-Est de la péninsule Ibérique, région déjà assez aride.
Les rendements agricoles se seraient alors effondrés et, de ce fait, le système social et politique basé sur la redistribution des excédents agricoles et sur le clientélisme se serait effondré,.
Il n'y a cependant pas de consensus sur les conditions environnementales de l'époque. En analysant les restes de faune dans plusieurs sites (entre autres, Cerro de la Encina, Cuesta del Negro et Cabezo Redondo), V. Lull suggère ainsi que les ressources en eaux étaient nettement plus importantes qu'actuellement, que les forêts étaient très étendues et que la faune sauvage était abondante.
Une autre hypothèse que Vicente Lull a mise en avant est qu'El Argar pourrait avoir été entièrement détruit par un incendie. Il a découvert, en essayant de comprendre comment cette civilisation a fini par disparaître brutalement en 1550 avant notre ère. Dans le sol des habitations, à la Almoloya, une couche de cendres qui dataient de la disparition d'El Argar. Ces cendres recouvrent tout el Argar. Près de 85% des cités sont abandonnées au même moment. On pourrait penser que la cité a été envahie. Cependant, Vicente Lull a dit : « Notre théorie, ou plutôt notre hypothèse c'est qu'il y a une révolution interne, pour une simple raison : il n'y a aucune trace d'invasion culturelle »
Une autre information qui aide à comprendre la disparition d'El Argar. En étudiant les céramiques trouvées dans les tombes et en découvrant des armes datant de 4 000 ans dont l'unique but était de tuer, une équipe d'archéologues espagnols déduit qu'El Argar était un État au pouvoir absolu, disposant d'une garde professionnelle qui ne défendait pas la ville mais constituait une milice interne dans la cité, en utilisant la violence et l'oppression sur la population pour l'obtention de privilèges politiques.[réf. nécessaire]
La malnutrition généralisée, la pression de travail très forte et le peuple opprimé[réf. nécessaire] mènent les archéologues à penser que la disparition d'El Argar a été causée par une révolte de la population, qui aurait détruit ses propres établissements en causant un incendie.

## Sites principaux
(présentés par province)
Alicante
- Cabezo Redondo (es) à Villena

Almería
- El Argar à Antas
- Cerro del Nacimiento (es) à Sierra de los Filabres
- Fuente Alamo à Cuevas del Almanzora
- Gatas (es) à Turre
- El Oficio (es) en Cuevas del Almanzora

Grenade
- El Castellón Alto à Galera
- Cerro de la Encina à Monachil
- Cuesta del Negro à Purullena

Jaén
- Peñalosa à Baños de la Encina

Murcie
- La Bastida de Totana à Totana

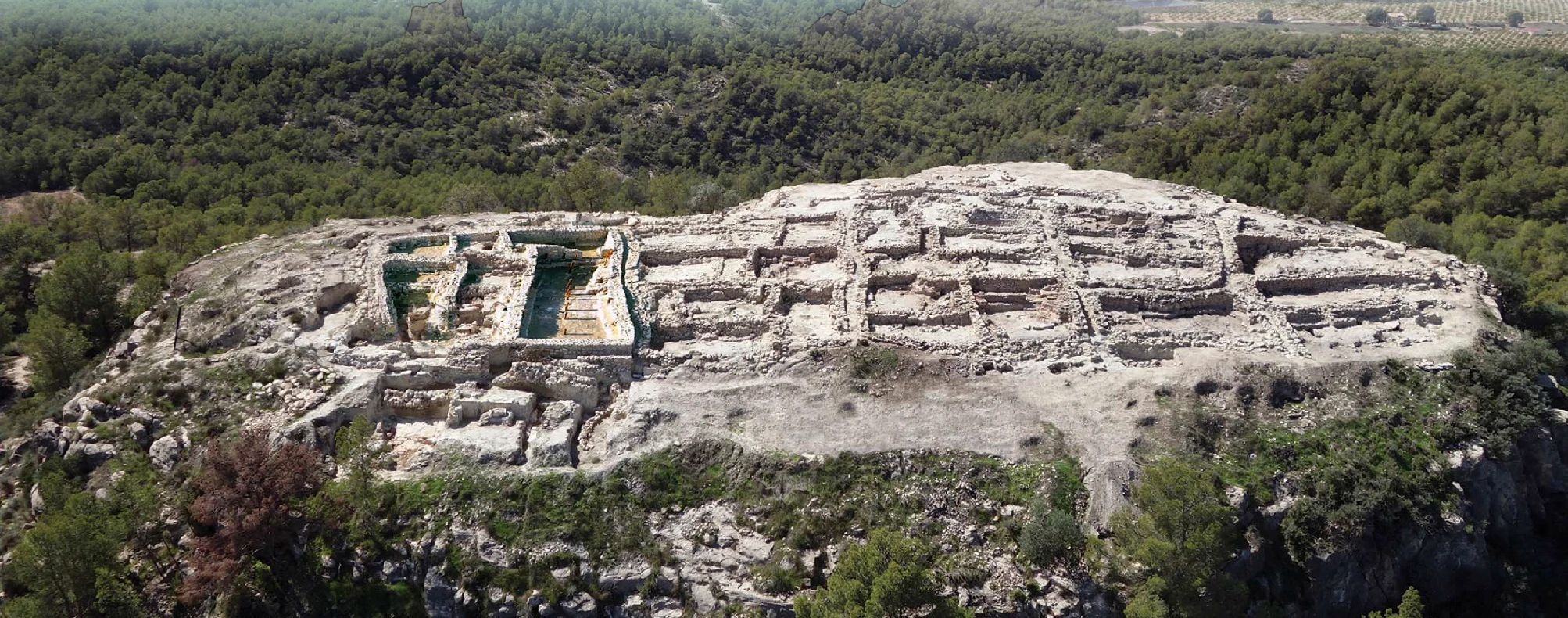
La Almoloya.

- Cerro del Castillo de Lorca à Lorca
- Cerro de Las Viñas à Coy, Lorca
- Ifre à Mazarrón
- La Almoloya. On y trouve les ruines d'une structure autrefois élaborée en forme de palais qui dominent une colline rocheuse surplombant les plaines. Les archéologues ont trouvé des outils et des matériaux de tissage sur le site et ont conclu qu'il s'agissait d'un important producteur de textile et probablement d'un riche centre régional de pouvoir.
- Parque Arqueológico Los Cipreses (es) à Lorca
- Puntarrón Chico à Beniaján
- El Rincón de Almendricos à Almendricos
- Cañada de Alba
- Loma del Tío Ginés
- Peñas de Béjar
- Vilearda